# Oľšavica
Oľšavica (Hongaars: Nagyolsva) is een Slowaakse gemeente in de regio Prešov, en maakt deel uit van het district Levoča.
Oľšavica telt 289 inwoners.